# Gregg August
Gregg August (* um 1975 in Schenectady) ist ein US-amerikanischer Musiker (Kontrabass, Perkussion, Komposition, Arrangement), der sich sowohl in der Klassischen Musik und im Jazz sowie als Studiomusiker hervortat.

## Leben und Wirken
August entstammt einer musikalischen Familie, in der zu Familienfesten Jam-Sessions stattfanden; er hatte ersten Musikunterricht bei seiner Tante, der Pianistin Peg Delaney. Im Alter von zehn Jahren konzentrierte er sich auf Schlagzeug und Perkussion; in der 11. Klasse der Highschool wechselte er zum E-Bass, als im Jazzensemble der Schule ein Bassist benötigt wurde. Er studierte an der University at Albany Perkussion bei Richard Albagli, Kontrabass bei Paul Erhard. Den Bachelor erwarb er schließlich an der Eastman School of Music; dort hatte er Unterricht bei James Vandermark und in Jazzstudien bei Bill Dobbins und Ray Wright. Den Master erwarb er anschließend an der Juilliard School, wo er Unterricht bei Homer Mensch  und Rufus Reid hatte. Zuerst aktiv war er mit John Lurie, dem Eos Ensemble und am New Yorker Broadway, zu hören im Soundtrack-Album Titanic (A New Musical).
August arbeitete nach dem Studium für zwei Jahre als Erster Bassist im Orquesta Ciutat de Barcelona. Dann zog er nach Paris, wo er mit Jean Toussaint auftrat. Nach einem Studienaufenthalt in Kuba entstanden 2000 erste Aufnahmen im Bereich des Jazz mit Ray Barretto (Trancedance). 2002 tourte er mit Ray Vega, mit dem er auch aufnahm, durch Europa. Er ist weiterhin als Stellvertretender Erster Bassist der Brooklyn Philharmonic tätig und tritt auch mit dem Orpheus Chamber Orchestra auf.
2003 nahm August mit Musikern wie Myron Walden, Donny McCaslin, Frank Wess, Alon Yavnai, John Hart, Eric McPherson und Ray Barretto sein Debütalbum Late August (Iacuessa) auf. In seinen Bandprojekten spielte er in der Hardbop-Tradition. In den folgenden Jahren spielte er mit J. D. Allen, Fabio Morgera, Michael-Louis Smith, Vince Mendoza, Arturo O’Farrill (für den er auch arrangierte), Lisa Hilton und mit Elio Villafranca & The Jass Syncopators. Im Bereich des Jazz war er zwischen 2000 und 2021 an 29 Aufnahmesessions beteiligt. Als Studiomusiker ist er auch auf Aufnahmen von Jeff Grace, Michel Legrand und Vienna Teng zu hören. Augusts Album Dialogues on Race Volume One erhielt eine Grammy-Nominierung.

## Diskographische Hinweise
- One Peace (Iacuessa, 2006), mit John Bailey, Mike Lowenstern, Myron Walden, Stacy Dillard, Yosvany Terry, Luis Perdomo, E. J. Strickland
- Four for Six  (Iacuessa, 2012),  mit Sam Newsome, Luis Perdomo, E. J. Strickland, John Bailey, Yosvanny Terry, J. D. Allen, Rudy Royston[4]
- Dialogues on Race (2020)
- Martin Wind New York Bass Quartet: Air (Laika 2022 mit Jordan Frazier, Sam Suggs sowie Matt Wilson, Lenny White, Gary Versace)[5]
- JD Allen: Americana Vol. 2 (Savant, 2022)
- JD Allen: The Dark, the Light, the Grey and the Colorful (2024)